# Classique Bourgogne-Franche-Comté
La Classique Bourgogne-Franche-Comté remplace le Tour de Franche-Comté en 2015, sous caractère symbolique puisque la compétition traverse deux régions qui fusionnent le 1er janvier 2016.

## Histoire de la course
Disputée sur 164,2 kilomètres, la course de 2015 est partie de Dijon, la préfecture de la Bourgogne, pour arriver à Besançon, chef-lieu de la Franche-Comté. Ce sont les deux premières « capitales » régionales à illustrer leur proximité par un événement sportif d'envergure dans un contexte de fusion des régions.
La seconde édition, qui a eu lieu deux ans plus tard, en 2017, s'est déroulée en Haute-Saône, reliant le bourg de Ray-sur-Saône à la Planche des Belles Filles dont l'ascension cycliste a été révélé par le Tour de France 2012.

## Palmarès
| Année | Vainqueur          | Deuxième            | Troisième       |
| ----- | ------------------ | ------------------- | --------------- |
| 2015  | Žydrūnas Savickas  | Maxime Le Lavandier | Benoît Daeninck |
| 2016  | non organisé       | non organisé        | non organisé    |
| 2017  | Pierre Idjouadiene | Žydrūnas Savickas   | Clément Penven  |